# Liz Deschenes
Pour les articles homonymes, voir Deschênes.
Liz Deschenes (née à Boston, au Massachusetts 1966) est une artiste contemporaine qui vit et travaille à New York. Sa pratique artistique a trait à la photographie post-conceptuelle et minimaliste.

## Carrière
Son travail est principalement exposé au Centre Pompidou en France, ainsi qu'au Museum of Modern Art (MoMA), au Metropolitan Museum of Art, au Whitney Museum of American Art, et au Musée Solomon R. Guggenheim à New York.
Elle a principalement exposé aux États-Unis et en Europe, ses expositions les plus récentes étaient à Paris au Campoli Presti, à Londres en 2013, à Secession à Vienne en 2012, à Sutton Lane à Bruxelles en 2010 et à la galerie Miguel Abreu à New York en 2009. Sa première exposition personnelle dans un musée américain, « Liz Deschenes: Gallery 7 », s'est déroulée de novembre 2014 à octobre 2015 au Walker Art Center et était organisé par Eric Crosby. Son travail a été présenté dans de nombreuses expositions communes, notamment à l'occasion de « What is a Photograph? », organisé par Carol Squier au Centre international de photographie à New York en 2014, « Cross Over. Photography of Science + Science of Photography » au Fotomuseum Winterthur en Suisse en 2013, et le 2012 Whitney Biennial.  Sa première monographie a été publiée en 2012 en même temps que son exposition à Secession à Vienne.
Son travail explore les matériaux, les processus et les propriétés propres à la photographie en les mettant en relation avec les environnements architecturaux dans lesquels ils sont disposés.